# استخوان

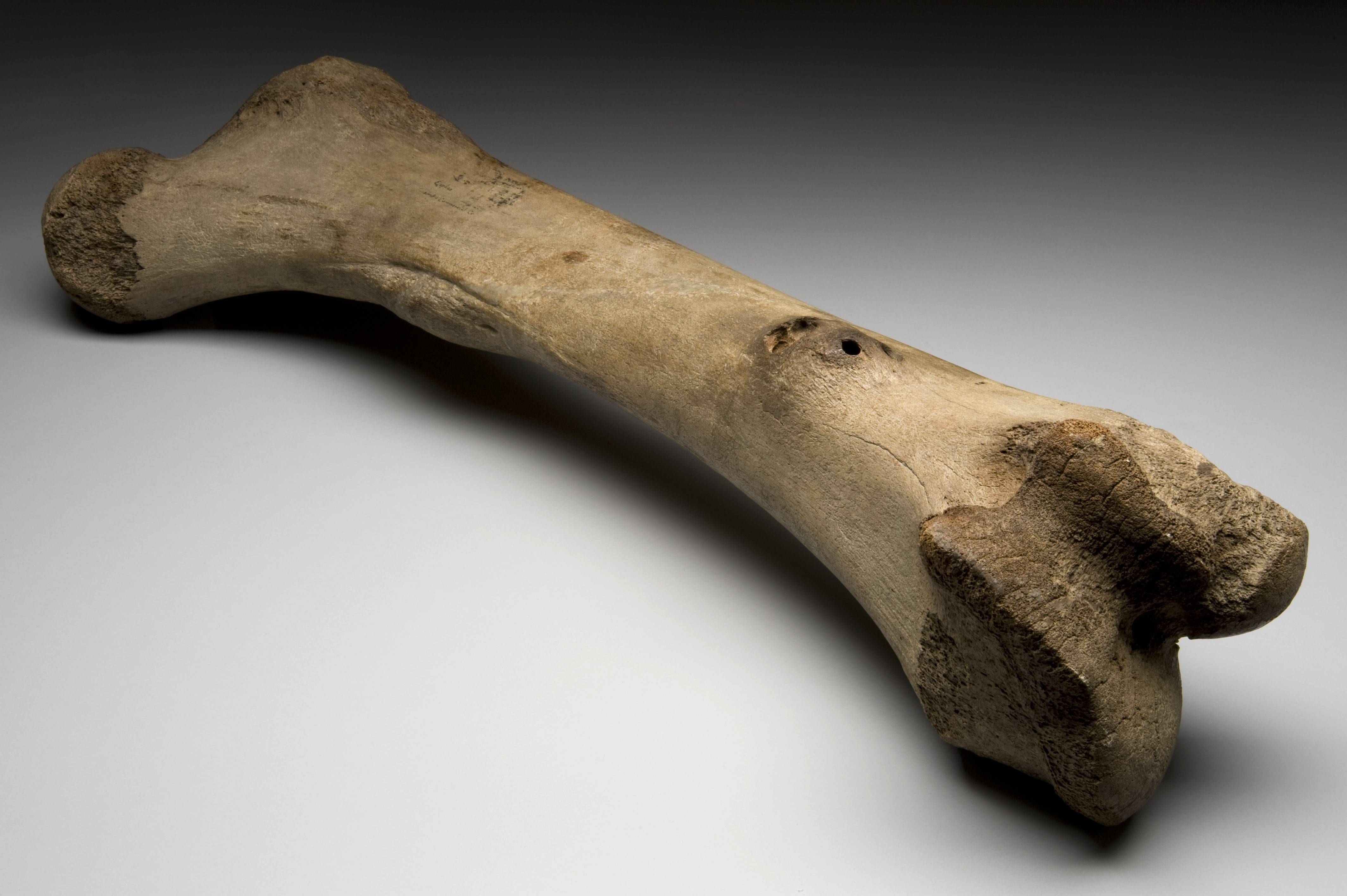
استخوان ران چپ گونه‌ای منقرض از فیل، آلاسکا، عصر یخ.

نگاره‌ای از میکروسکوپ الکترونی روبشی یا SEM از الیاف کلاژن معدنی در استخوان با بزرگ نمایی ۱۰٬۰۰۰

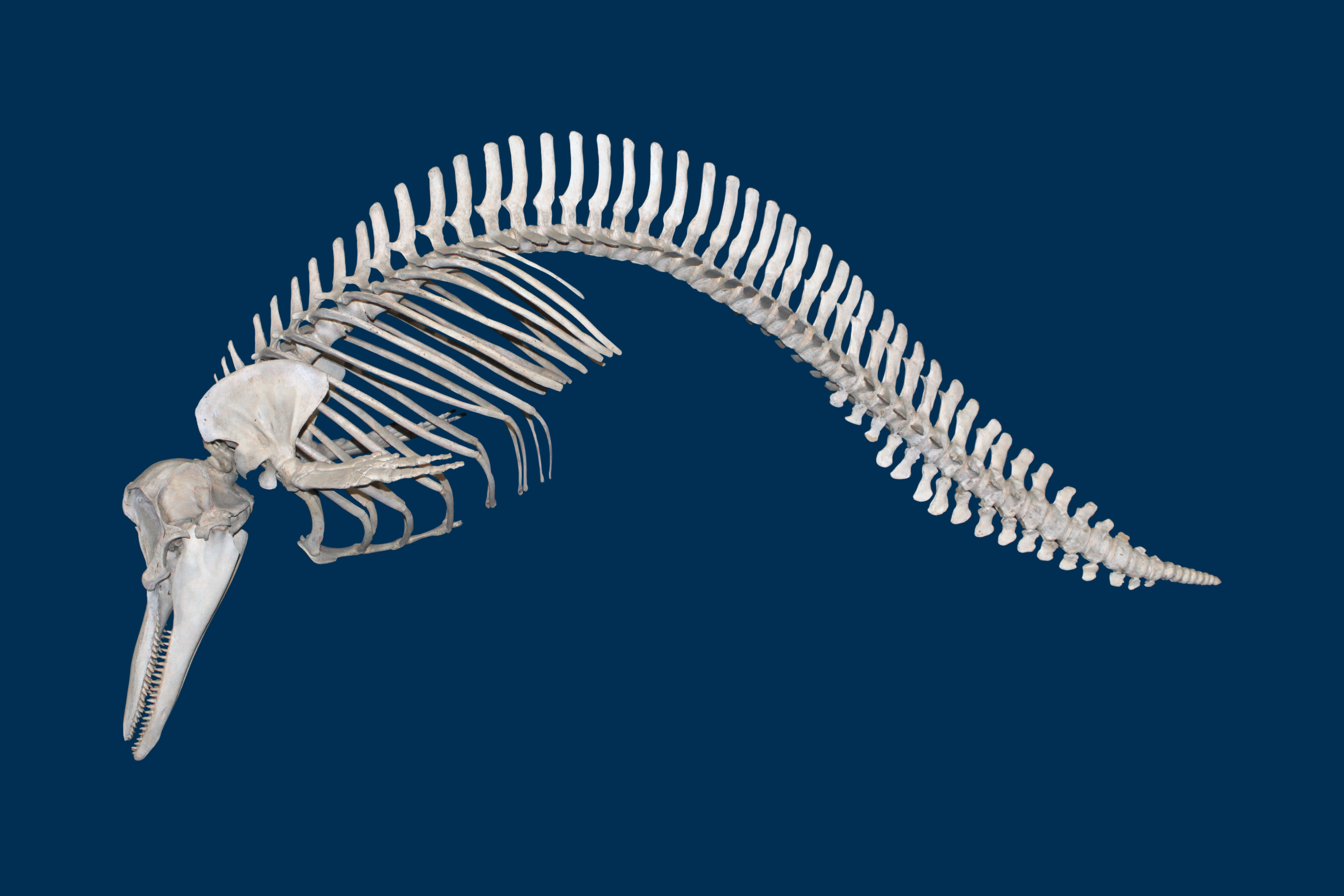
استخوان‌بندی یک دلفین.

اُستخوان جسم جامدی است که تشکیل‌دهندهٔ اسکلت جانوران و بخشی از استخوان‌بندی است. استخوان به شکل‌های گوناگون و اندازه‌های بسیار متفاوت در بخش‌های مختلف اندام جای گرفته سازهٔ درونی و بیرونی پیچیده‌ای دارد. بخش بیرونی استخوان سفت و سخت و پدیدآمده از مواد آلی مانند کلاژن و املاح معدنی چون فسفات کلسیم و کربنات کلسیم است. استخوان‌ها دارای وزن کمی هستند ولی محکم و پایدارند و عملکرد بسیاری دارند. تولید گلبول‌های سفید و قرمز، انبار کردن املاح و بالا بردن توان جابجایی را استخوان انجام می‌دهد.
در زمان تولد حدود ۲۷۰ استخوان در بدن انسان وجود دارد. با افزایش سن بعضی از این استخوان‌ها به هم چسبیده و در نهایت ۲۰۶ استخوان را برای یک فرد بالغ ایجاد می‌کنند. بزرگ‌ترین استخوان بدن استخوان ران و کوچک‌ترین آن‌ها استخوانچه‌های رکابی گوش میانی هستند.

## بافت
استخوان‌های بدن از بافت سخت و محکمی به نام بافت همبند تشکیل شده است. استخوان یک بافت زنده و در واقع یک اندام است. رشد می‌کند، تغذیه می‌کند، تغییر شکل می‌دهد و می‌میرد. استخوان از سلول‌هایی تشکیل شده به نام استخوان‌یاخته (اُستئوسیت). این سلول‌ها در کنار یکدیگر قرار نداشته و از هم فاصله زیادی دارند. فاصله بین این یاخته‌ها را ماده‌ای بنام مادهٔ میان‌یاخته‌ای (بین سلولی) پر کرده است. این ماده را داربست (ماتریکس) هم می‌گویند. داربست و شبکهٔ سه‌بعدی از پروتئین و مواد قندی به خصوصی تشکیل شده که روی آن املاح کلسیم رسوب کرده است. این املاح کلسیم عمدتاً از جنس هیدروکسی آپاتیت هستند. استخوان سخت‌ترین بافت همبند یا پیوندی است.
بافت استخوانی دو نوع است متراکم و اسفنجی. در بافت متراکم طرز قرار گرفتن و ساختمان ماده بین استخوانی نظم خاصی داشته، بطوری‌که املاح معدنی آن به شکل تیغه‌های مدور هم‌مرکزی در کنار هم قرار دارند. در مرکز این تیغه‌ها (لاملا)، مجرایی توخالی وجود دارد که دربردارنده رگ خونی و اعصاب است. به این مجرا مجرای هاورس می‌گویند. یک مجرای هاورس و ۶–۵ تیغه استخوانی دایره‌ای که دور آن را گرفته‌اند یک ساختمان ظریف را درست می‌کند که به آن سامانه هاورس می‌گویند.
عروقی که در مجرای هاورس سیر می‌کنند وظیفهٔ تغذیهٔ استخوان‌یاخته‌ها را به عهده دارند. هر سلول استخوانی در یک محفظهٔ کوچک به نام حفره (لاکونا) قرار دارد. این حفره‌ها از طریق راهچه‌های باریکی به مجرای هاورسی متصل هستند و از آن طریق اکسیژن و مواد غذایی را به استخوان‌یاخته‌ها می‌رسانند. فاصلهٔ حفره‌ها تا مجرای هاورس از یک دهم میلی‌متر کمتر است. در بافت اسفنجی تیغه‌های استخوانی نامنظم هستند و مجرا و سامانه هاورس وجود ندارد و حفره‌ها با ماده‌ای نرم حاوی سلول بنیادی و چربی به نام مغز قرمز پر شده‌اند. مغز قرمز تولید یاخته‌های خونی مثل گلبول قرمز را برعهده دارد.
مقدار و نوع بافت استخوانی در استخوان‌های مختلف بدن متفاوت است؛ مثلاً در تنهٔ استخوان ران بافت متراکم وجود دارد در مجرای میانی استخوان ران مغز زرد وجود دارد. مغز زرد از مقدار زیاد چربی ساخته شده. توجه به این نکته لازم است که بافت متراکم تولید گلبول قرمز و سلول خونی ندارد اما در شرایطی مثل کم‌خونی مغز زرد به مغز قرمز تبدیل شده و به تولید گلبول کمک می‌کند.

## ساختار
استخوان شامل ماده زمینه‌ای و سلول‌های بافت استخوانی است. ماده زمینه‌ای به دو صورت بی‌شکل و شکل‌دار وجود دارد. ماده زمینه‌ای بی‌شکل شامل مواد کانی نظیر فسفات و کربنات کلسیم و منیزیم، یون سیترات، یون فلوراید، سدیم و پتاسیم است. مواد آلی شامل کندروایتین سولفات C و A و پروتئینی به نام استئوموکوئید و مواد آلی دیگری است که عبارتند از: استئونکتین، که بلورهای کانی را به کلاژن وصل می‌کنند. استئوکلسین که کلسیم را به خود می‌بندد. سیالوپروتئین و پروتئین شکل دهنده استخوان.
ماده شکل‌دار زمینه استخوان کلاژن I است. کلاژن به صورت یک هسته مرکزی است که مواد کانی بر روی آن رسوب کرده‌اند. کل این ترکیبات بلورهای هیدروکسی آپاتیت را تولید می‌کنند. هیدروکسی آپاتیت تیغه‌های استخوانی را به شکل دوایر متحدالمرکز می‌سازد. علاوه بر این‌ها ماده سومی بنام سیمان وجود دارد که اولاً رشته‌های کلاژن را به یکدیگر می‌چسباند، ثانیاً سیستم‌های هاورسی را به یکدیگر متصل می‌کند و شکل منظمی به آن‌ها می‌دهد. سلول‌های بافت استخوانی بر چهار نوع‌اند که هم‌زمان قابل رؤیت نیستند.

## گونه‌ها
1. استخوان‌های بلند: استخوان بلند، از یک تنه تقریباً استوانه‌ای با یک قسمت پهن در دو انتها تشکیل شده‌اند. این گروه بیشتر استخوان‌های اندام‌های فوقانی و تحتانی را در بر می‌گیرد.
2. استخوان‌های کوتاه: از نظر شکل تفاوت‌های زیادی باهم دارند ولی به‌طور کلی می‌توان آن‌ها را به شکل مکعب در نظر گرفت. این گروه استخوان‌های قسمت پروکسیمال دست و پا را در بر می‌گیرند که به ترتیب استخوان‌های کارپال و تارسال نامیده می‌شوند.
3. استخوان‌های پهن: استخوان‌های پهن در مقایسه با قطرشان سطح پهن دارند و شامل استخوان‌های سقف جمجمه، جناغ سینه و دنده‌ها می‌باشند.
4. استخوان‌های نامنظم: استخوان‌های نامنظم در نظر شکل تفاوت‌های زیادی باهم دارند و در هیچ‌کدام از گروه‌های فوق قرار نمی‌گیرند و شامل استخوان‌هایی می‌شوند که ستون مهره‌ها و بعضی از استخوان‌های جمجمه را تشکیل می‌دهند.
5. استخوان‌های کنجدی: استخوان‌های کنجدی در زردپی‌های نزدیک مفاصل ظاهر می‌شوند مهم‌ترین استخوان این گروه استخوان کشکک می‌باشد.

استخوان‌ها از هر دو نوع کشسان و سخت هستند. کشسانی آن‌ها ناشی از ماده آلی (پروتئین) موجود در آن‌هاست، و این در حالی است که سختی آن وابسته به ماده غیرآلی (املاح معدنی مثل کلسیم و فسفر) موجود در آنهاست. با توجه به سن، درصد مواد آلی و غیرآلی موجود در استخوان‌ها فرق می‌کند. با افزایش سن، درصد مواد غیرآلی افزایش می‌یابد، انعطاف‌پذیری استخوان‌ها کاهش می‌یابد، و استعداد شکنندگی استخوان زیاد می‌شود.
استخوان‌های بدن از لحاظ آرایش قرار گرفتن تیغه‌های استخوانی و تراکم استخوانی به دو دسته تقسیم می‌شوند
استخوان‌های قشری Cortical: در این استخوان‌های دستگاه هاورسی به صورت متراکم و فشرده‌ای در کنار یکدیگر قرار می‌گیرند. این استخوان‌ها بسیار سخت و محکم هستند و در تصویر رادیولوژی به رنگ سفیدتری دیده می‌شوند.
استخوان‌های اسفنجی Cancellous: در این استخوان‌ها در بین تیغه‌های استخوانی فضاهای توخالی وجود دارد که حاوی مغز استخوان است. یکی از وظایف این مغز استخوان تولید سلول‌های خونی است. استخوان‌های اسفنجی به خاطر همین فضاهای خالی، تراکم کمتری داشته و مانند اسفنج متخلخل هستند. در این استخوان‌ها مقدار وجهت قرار گرفتن تیغه‌ها بسته به نیروهایی است که به استخوان وارد می‌شود. هرچه استخوان تحت تأثیر نیروهای بیشتری باشد تراکم این تیغه‌ها بیشتر و تیغه‌ها قوی‌ترند. جهت قرار گرفتن تیغه‌ها هم در جهت و امتداد نیروهایی است که به استخوان وارد می‌شوند.

## یاخته‌های بافت استخوانی

### استخوان‌یاخته‌ها
استئوسیت‌ها (استخوان‌یاخته‌ها) سلول‌های ستاره‌ای‌شکل‌اند و دو هسته بیضی و پر از کروماتین دارند. هر استئوسیت در پیرامون خود حفره دارد. برای جلوگیری از مرگ سلولی، استئوسیت‌ها (استخوان‌یاخته‌ها) توسط زائده‌های بسیار ظریف سیتوپلاسمی به یکدیگر مرتبط هستند. استئوسیت‌هایی که در نواحی عمیق یا پیر بافت استخوانی قرار دارند دارای شبکه آندوپلاسمی ناصاف و دستگاه گلژی کمتری هستند. تا زمانی که صدمه‌ای به استخوان وارد نشود، استئوسیت‌ها تقسیم نمی‌شوند. با ایجاد ضایعه، تقسیمات سلول‌ها آغاز می‌شود. تعدادی از آن‌ها به صورت استئوبلاست، ماده زمینه‌ای بی‌شکل را می‌سازند و خود به استئوسیت تبدیل می‌شوند برخی دیگر به صورت سلول‌های اجدادی استخوان باقی می‌مانند.

### استخوان‌سازها
استئوبلاست‌ها (استخوان‌سازها) سلول‌هایی هستند چند ضلعی با آنزیم فسفاتاز قلیایی فراوان و هسته‌ای که در خارج از مرکز سلول قرار دارد. این سلول‌ها در محلی که فعالیت سازندگی زیاد است فراوان‌اند و دارای شبکه آندوپلاسمی ناصاف و دستگاه گلژی هستند. این دو نشان دهنده فعالیت‌های ترشحی‌اند. به همین دلیل حباب‌های ترشحی بسیاری در این سلول‌ها دیده می‌شود. هنگام فعالیت، تعدادی از استئوبلاست‌ها به صورت سلول‌های اجدادی استخوان ذخیره می‌شوند. این‌ها با وجود آنزیم فسفاتاز قلیایی، قادرند ماده زمینه‌ای بسازند و به همین دلیل یاخته‌های سازنده خوانده می‌شوند. هنگام فعالیت مکعبی‌شکل و بازوفیلی و هنگام استراحت، پهن و اسیدوفیلی هستند.

### استخوان‌کاه‌ها
استئوکلاست‌ها (استخوان‌کاه‌ها) از مونوسیت‌های خون تولید می‌شوند. استئوکلاست‌ها مسئول تجزیه مادهٔ زمینهٔ استخوان در هنگام استخوان‌سازی هستند. (استئوکلاست‌ها نقش قالب‌گیری استخوان را بر عهده دارند). نقش استئوکلاست‌ها عکس استئوبلاست‌هاست به همین دلیل سلول‌های مخرب نامیده می‌شوند. این سلول‌ها، ابتدا ماده زمینه‌ای بی‌شکل و سپس کلاژن را تجزیه می‌کنند. استئوکلاست‌ها معمولاً سلول‌هایی غول آسا با سیتوپلاسم وسیع‌اند و تعداد ۶ تا ۵۰ هسته دارند.
استئوکلاست‌های جوان تک‌هسته‌ای بوده و در هنگام فعالیت بازوفیلی و هنگام استراحت اسیدوفیلی هستند. با وجود اسید فسفاتاز در استئوکلاست‌ها این یاخته‌ها می‌توانند مادهٔ زمینه‌ای را تجزیه کنند. به علاوه هنگامی که میزان کلسیم خون به علت عمل هورمون تیروکسین و پاراتورمون کاهش می‌یابد، استئوکلاست کلسیم را از استخوان می‌گیرد و به جریان خون می‌فرستد. استئوکلاست‌ها نزدیک سطح استخوان از حفره‌ای از ماده استخوانی در حال تخریب قرار دارند.

## استخوان‌های چهاراندام
استخوان‌های چهاراندام (دست‌ها و پاها):
استخوان‌های بدن بخشی از اسکلت بدن را تشکیل می‌دهند
اسکلت بدن ما دو نوع محوری و جانبی است.
اسکلت محوری شامل سر و ستون مهره و قفسه سینه و لگن است و کار حفاظت از اندام‌ها و تا حدودی حرکت را برعهده دارد علاوه بر آن صحبت کردن و شنیدن هم به کمک اسکلت محوری صورت می‌گیرد.
اسکلت جانبی شامل دست و پا است و بیشتر در حرکت بدن نقش دارد. استخوان‌های بخش‌های مختلف بدن استخوان‌های سر شامل جمجمه ۸ قطعه و صورت ۱۴ قطعه گوش ۶ قطعه و یک استخوان لامی می‌شود. ستون مهره شامل ۷ مهره گردن ۱۲ مهره پشت ۵ مهره کمر و یک پارچه خاجی و دنبالچه دنده‌ها ۲۴ تا و جناغ ۱ عدد دست ۶۴ استخوان و پا ۶۴ استخوان دارد. کف دست ۵عدد و انگشتان دست ۱۴ قطعه استخوان دارند. در پا هم انگشتان ۱۴ قطعه دارند. دست شامل استخوان بازو است که به کمک مفصل شانه به تنه وصل می‌شود و در پائین با ساعد مفصل می‌شود. ساعد دو استخوان دارد زند زیرین و زند زبرین. زند زبرین با بازو مفصل آرنج را تشکیل می‌دهد و زند زیرین مفصل مچ را تولید می‌کند.
در پا استخوان ران بلندترین استخوان بدن قراردارد؛ که در بالا به کمک نیم لگن به تنه وصل می‌شود و در پائین با درشت‌نی مفصل زانو را تشکیل می‌دهد. ساق پا دارای دو استخوان درشت‌نی و نازک‌نی است. قوزک خارجی پا سر نازک‌نی و قوزک داخلی پا سر درشت‌نی است.

## سایر جانوران

### پستانداران
استخوان‌بندی پستانداران از جمله پیشرفته‌ترین و تخصص‌یافته‌ترین سیستم‌های اسکلتی در میان مهره‌داران محسوب می‌شود. این سیستم اسکلتی از حدود ۲۰۰ استخوان تشکیل شده که هر کدام عملکرد خاصی دارند. جمجمه پستانداران به طور مشخص دارای فک پایین تک‌استخوانی است که این ویژگی آنها را از خزندگان متمایز می‌کند. ستون مهره‌ها در پستانداران به پنج بخش مجزای گردنی، سینه‌ای، کمری، خاجی و دمی تقسیم می‌شود که هر بخش عملکرد خاص خود را دارد. اندام‌های حرکتی در پستانداران معمولاً الگوی پنج انگشتی را حفظ کرده‌اند، اگرچه در برخی گونه‌ها مانند اسب این تعداد کاهش یافته است. در خفاش‌ها، استخوان‌های انگشتان دست به شدت طویل شده‌اند تا بال را تشکیل دهند. لگن خاصره در پستانداران ماده به گونه‌ای تکامل یافته که زایمان را ممکن می‌سازد. دندان‌ها در پستانداران به انواع مختلفی تقسیم می‌شوند که هر کدام عملکرد خاصی در جویدن غذا دارند.

### پرندگان
استخوان‌بندی پرندگان نمونه بارز سازگاری تکاملی برای پرواز است. استخوان‌های پرندگان به طور ویژه‌ای سبک‌وزن ولی در عین حال بسیار محکم و مقاوم هستند. این ویژگی از طریق چندین سازگاری حاصل شده است: بسیاری از استخوان‌های بزرگ دارای حفره‌های هوایی هستند که به کاهش وزن کمک می‌کنند، در حالی که دیواره‌های استخوانی ضخیم‌تر شده‌اند تا استحکام لازم را تأمین کنند. جناغ سینه در پرندگان به صورت صفحه‌ای پهن و برجسته به نام کیل (keel) توسعه یافته است که محل اتصال عضلات بزرگ پرواز می‌باشد. جمجمه پرندگان سبک و بدون دندان است و منقار جای دندان‌ها را گرفته است. مهره‌های سینه‌ای بسیاری از پرندگان به هم جوش خورده‌اند تا ساختار محکمی برای اتصال بال‌ها ایجاد کنند. استخوان ترقوه در پرندگان به شکل V درآمده و استخوان چنگکی (furcula) نامیده می‌شود که مانند فنر عمل می‌کند.

### خزندگان
استخوان‌بندی خزندگان نشان‌دهنده ویژگی‌های منحصر به فردی است که این گروه را از دیگر مهره‌داران متمایز می‌کند. بسیاری از خزندگان دارای دنده‌هایی هستند که تمام طول بدن را می‌پوشانند، برخلاف پستانداران که دنده‌ها فقط در ناحیه سینه وجود دارند. در لاک‌پشت‌ها، دنده‌ها به صفحات استخوانی لاک جوش خورده‌اند و ساختار محافظتی سختی را تشکیل داده‌اند. جمجمه خزندگان معمولاً دارای یک مفصل اضافی بین استخوان‌های مربعی و مفصلی است که به آنها کمک می‌کند دهان را به میزان قابل توجهی بیشتر از پستانداران باز کنند. در مارها، استخوان‌های فک به گونه‌ای تکامل یافته‌اند که می‌توانند از هم جدا شوند تا طعمه‌های بزرگ را ببلعند. ستون مهره‌ها در خزندگان به چهار بخش اصلی تقسیم می‌شود و تعداد مهره‌های دمی در بسیاری از گونه‌ها زیاد است. استخوان‌های اندام‌های حرکتی در خزندگان معمولاً از الگوی اولیه مهره‌داران خشکی‌زی پیروی می‌کنند.

### دوزیستان
استخوان‌بندی دوزیستان نسبت به دیگر مهره‌داران خشکی‌زی ساده‌تر و ابتدایی‌تر است. ستون مهره‌ها در دوزیستان معمولاً از ده مهره یا کمتر تشکیل شده است که این تعداد در مقایسه با پستانداران بسیار کمتر است. بسیاری از دوزیستان بالغ فاقد دنده‌های واقعی هستند یا دنده‌های بسیار کوتاهی دارند. استخوان لگن در قورباغه‌ها و وزغ‌ها به گونه‌ای تکامل یافته که برای پریدن سازگار شده است، با استخوان تهیگاهی طویل و محکم. جمجمه دوزیستان نسبتاً پهن و مسطح است و در بسیاری از گونه‌ها دارای سوراخ‌های گیجگاهی است. استخوان‌های اندام‌های حرکتی در دوزیستان معمولاً کوتاه و قوی هستند. در دوزیستان دمدار مانند سمندرها، ستون مهره‌ها انعطاف‌پذیری زیادی دارد که به آنها امکان حرکت موجی شکل در آب را می‌دهد. دندان‌ها در دوزیستان معمولاً ساده و یکنواخت هستند.

### ماهی‌ها
استخوان‌بندی ماهی‌ها به زندگی در محیط آب به طور کامل سازگار شده است. ستون مهره‌ها در ماهی‌های استخوانی ساده و از تعداد زیادی مهره‌های مشابه تشکیل شده است که انعطاف‌پذیری لازم برای حرکت موجی شکل بدن را فراهم می‌کنند. دنده‌ها در ماهی‌ها معمولاً کوتاه هستند و به مهره‌ها متصل می‌شوند. جمجمه ماهی‌ها از تعداد زیادی استخوان تشکیل شده که بسیاری از آنها در طول تکامل به هم جوش خورده‌اند. آرواره‌ها در ماهی‌های استخوانی متحرک هستند و معمولاً دندان‌های متعددی دارند. در بسیاری از ماهی‌های استخوانی، کیسه شنا به عنوان اندام شناوری تکامل یافته است که به ماهی کمک می‌کند بدون صرف انرژی زیاد در عمق مورد نظر شناور بماند. باله‌های ماهی‌ها توسط شعاع‌های باله‌ای حمایت می‌شوند که ممکن است استخوانی یا غضروفی باشند. استخوان‌های کمربند شانه‌ای و لگنی در ماهی‌ها نسبتاً ساده هستند و به ستون مهره‌ها محکم متصل شده‌اند.

| ویژگی               | پستانداران                                  | پرندگان                            | خزندگان                            | دوزیستان                              | ماهی‌ها                            |
| ------------------- | ------------------------------------------- | ---------------------------------- | ---------------------------------- | ------------------------------------- | --------------------------------- |
| تعداد استخوان‌ها     | ~۲۰۰ (متغیر بر اساس گونه)                   | ~۱۳۰-۱۴۰ (سبک‌تر شده)               | ~۲۰۰-۴۰۰ (بسته به اندازه دم)       | ~۵۰-۱۰۰ (ساده‌تر)                      | ~۱۵۰-۳۰۰ (بسته به گونه)           |
| جمجمه               | فک پایین تک‌استخوانی، دندان‌های تخصص‌یافته     | سبک، بدون دندان، منقار شاخی        | مفصل اضافی برای باز شدن بیشتر دهان | پهن و مسطح، دندان‌های ساده             | استخوان‌های جوش‌خورده، آرواره متحرک |
| ستون مهره‌ها         | ۵ بخش (گردنی، سینه‌ای، کمری، خاجی، دمی)      | مهره‌های سینه‌ای جوش‌خورده            | ۴ بخش، مهره‌های دمی زیاد            | کمتر از ۱۰ مهره                       | مهره‌های مشابه و زیاد              |
| دنده‌ها              | فقط در ناحیه سینه‌ای                         | جوش‌خورده با جناغ (کیل)             | در تمام طول بدن                    | کوتاه یا отсутствует                  | کوتاه و ساده                      |
| اندام‌های حرکتی      | الگوی پنج انگشتی (ممکن است کاهش یابد)       | بال‌ها (انگشتان طویل شده)، پاها     | الگوی اولیه مهره‌داران              | کوتاه و قوی (در قورباغه‌ها برای پریدن) | باله‌ها با شعاع‌های استخوانی/غضروفی |
| ویژگی‌های منحصر‌به‌فرد | لگن خاصره برای زایمان، سه استخوان گوش میانی | استخوان‌های هوادار، چنگکی (furcula) | دنده‌های جوش‌خورده در لاک‌پشت‌ها       | استخوان لگن تطبیق‌یافته برای پریدن     | کیسه شنا برای شناوری              |

## تکامل

### پستانداران
تکامل استخوان‌بندی پستانداران نشان‌دهنده سازگاری‌های منحصر به فردی است. جمجمه پستانداران از خزندگان اولیه مشتق شده اما با کاهش تعداد استخوان‌ها همراه بوده است. یک تغییر کلیدی، تکامل فک پایین تک‌استخوانی (دنتاری) است که از ادغام چندین استخوان خزنده‌ای ایجاد شده است. استخوان‌های گوش میانی (چکشی، سندانی و رکابی) از استخوان‌های فک خزندگان تکامل یافته‌اند. ستون مهره‌ها در پستانداران به پنج ناحیه تخصص‌یافته تقسیم شده که انعطاف‌پذیری و تحمل وزن را بهبود بخشیده است. اندام‌های حرکتی در پستانداران الگوی پنج انگشتی را حفظ کرده‌اند اما در گونه‌های مختلف برای دویدن، حفاری، پرواز یا شنا سازگاری یافته‌اند.
- انسان

استخوان‌بندی انسان مدرن (هومو ساپینس) محصول میلیون‌ها سال تکامل است که نشان‌دهنده سازگاری‌های منحصر به فرد برای راه رفتن روی دو پا، استفاده از ابزار و رشد مغز می‌باشد. این روند تکاملی را می‌توان به مراحل کلیدی زیر تقسیم کرد:
۱. جمجمه و تکامل مغز
- افزایش حجم جمجمه از ۴۵۰ سی‌سی در استرالوپیتکوس به ۱۳۵۰-۱۴۵۰ سی‌سی در انسان مدرن
- کاهش برآمدگی ابروها و صورت
- کوچک‌شدن فک و دندان‌ها به ویژه دندان‌های نیش
- گردشدگی بیشتر جمجمه و جابجایی سوراخ پس‌سری به مرکز قاعده جمجمه
۲. ستون فقرات و لگن
- تشکیل انحنای S-شکل در ستون فقرات برای تعادل در راه رفتن روی دو پا
- کوتاه‌تر و پهن‌تر شدن لگن خاصره برای تحمل وزن بدن در حالت ایستاده
- تغییر موقعیت سوراخ سیاتیک در لگن برای راه رفتن کارآمد
۳. اندام‌های حرکتی
- طویل‌تر شدن استخوان ران و تغییر زاویه آن
- تشکیل قوس پا برای جذب ضربه
- کاهش طول انگشتان دست و پا به جز شست
- افزایش چرخش و انعطاف‌پذیری شست دست
۴. دنده‌ها و قفسه سینه
- باریک‌تر شدن قفسه سینه نسبت به نیاکان
- کاهش حجم ریه‌ها به نسبت بدن
- تغییر زاویه اتصال دنده‌ها به ستون فقرات
۵. تغییرات استخوان‌های گوش
- کوچک‌شدن استخوان ماستوئید
- تکامل کانال نیم‌دایره‌ای در گوش داخلی برای حفظ تعادل در حالت ایستاده
جدول مقایسه‌ای ویژگی‌های استخوانی
| ویژگی             | استرالوپیتکوس | هومو ارکتوس   | نئاندرتال      | انسان مدرن      |
| ----------------- | ------------- | ------------- | -------------- | --------------- |
| حجم جمجمه         | ۴۵۰ سی‌سی      | ۸۵۰-۱۱۰۰ سی‌سی | ۱۴۵۰-۱۶۰۰ سی‌سی | ۱۳۵۰-۱۴۵۰ سی‌سی  |
| شکل لگن           | پهن و کوتاه   | باریک‌تر       | بسیار پهن      | متعادل و کاسه‌ای |
| انحنای ستون فقرات | جزئی          | متوسط         | کامل           | کامل‌تر          |
| طول اندام‌ها       | بازوهای بلند  | متعادل        | کوتاه و قوی    | بلند و ظریف     |

۶. تکامل دست انسان:
دست انسان مدرن محصول میلیون‌ها سال تکامل برای انجام حرکات ظریف است:
- کوتاه‌تر شدن انگشتان به جز شست که بلندتر و قوی‌تر شد
- افزایش دامنه حرکتی مفصل شست (opposable thumb)
- تغییر در مچ دست برای تحمل فشارهای ناشی از استفاده از ابزار
- ظریف‌تر شدن استخوان‌های متاکارپ و فالانژها
۷. تغییرات پا و تکامل راه رفتن روی دو پا (Bipedalism):
- تشکیل قوس طولی و عرضی در کف پا
- موازی شدن انگشتان پا (برخلاف انگشتان خمیده میمون‌ها)
- قوی‌تر شدن استخوان پاشنه
- تغییر در مفصل مچ پا برای تحمل وزن بدن
۸. تکامل دندان‌ها و فک:
- کاهش اندازه دندان‌ها به ویژه دندان‌های نیش
- تغییر شکل قوس دندانی به حالت نعل اسبی
- کوچک‌شدن استخوان فک و برجستگی چانه
- کاهش ضخامت مینای دندان در انسان مدرن
تغییرات اخیر در استخوان‌بندی انسان مدرن:
- کاهش تراکم استخوان به دلیل تغییر سبک زندگی
- افزایش مشکلات ستون فقرات (مانند فتق دیسک) به دلیل راه رفتن روی دو پا
- کوچک‌شدن بیشتر فک و دندان‌ها در ۱۰،۰۰۰ سال اخیر
- ظهور تغییراتی مانند استخوان‌های اضافی در برخی افراد (مثل دنده گردنی)

### پرندگان
تکامل استخوان‌بندی پرندگان نمونه بارز سازگاری برای پرواز است. استخوان‌های پرندگان از دایناسورهای تروپود منشأ گرفته‌اند. مهم‌ترین تغییرات شامل سبک‌شدن استخوان‌ها (پنوماتیزه شدن)، ادغام بسیاری از استخوان‌ها برای استحکام، و توسعه جناغ بزرگ (کیل) برای اتصال عضلات پرواز است. جمجمه پرندگان دندان‌های خود را از دست داده و منقار تکامل یافته است. استخوان ترقوه به شکل V (چنگکی) درآمده که به عنوان فنر عمل می‌کند. مهره‌های سینه‌ای و خاجی برای ایجاد ساختار محکم به هم جوش خورده‌اند. انگشتان اندام جلویی کاهش یافته و برای حمایت از بال‌ها تغییر شکل داده‌اند.

### خزندگان
استخوان‌بندی خزندگان ویژگی‌های باستانی‌تری را حفظ کرده است. جمجمه خزندگان دارای مفصل متحرک (استرپتوستیلی) است که از اجداد دوزیستان به ارث برده‌اند. در لاک‌پشت‌ها، دنده‌ها به صفحات لاک تبدیل شده‌اند که یک سازگاری دفاعی منحصر به فرد است. مارها با کاهش شدید اندام‌های حرکتی و افزایش تعداد مهره‌ها (تا ۴۰۰ عدد) سازگار شده‌اند. استخوان‌بندی کروکودیل‌ها سنگین‌تر و محکم‌تر است که نشان‌دهنده سبک زندگی نیمه آبزی آن‌هاست. خزندگان برخلاف پستانداران، همچنان چندین استخوان در فک پایین خود حفظ کرده‌اند.

### دوزیستان
استخوان‌بندی دوزیستان نشان‌دهنده مرحله انتقالی از زندگی آبزی به خشکی‌زی است. جمجمه دوزیستان نسبت به ماهی‌ها سبک‌تر شده اما هنوز ویژگی‌های ابتدایی مانند سوراخ‌های گیجگاهی کوچک را حفظ کرده است. ستون مهره‌ها ساده‌تر از خزندگان است و دنده‌ها اغلب کاهش یافته‌اند. استخوان لگن در دوزیستان بی‌دم برای پریدن سازگاری یافته است. اندام‌های حرکتی پنج انگشتی در دوزیستان ظاهر شد که الگویی برای تمام مهره‌داران خشکی‌زی شد. برخی دوزیستان اولیه مانند تیکتالیک ویژگی‌های بینابینی بین ماهی‌ها و دوزیستان داشتند.

### ماهی‌ها
تکامل استخوان‌بندی ماهی‌ها به زندگی کاملاً آبزی سازگار است. ماهی‌های استخوانی اولیه دارای اسکلت غضروفی بودند که به تدریج استخوانی شد. ستون مهره‌ها در ماهی‌های مدرن از مهره‌های متعدد و مشابه تشکیل شده که انعطاف‌پذیری برای شنا ایجاد می‌کند. آرواره‌ها از قوس آبششی اولیه تکامل یافته‌اند (نظریه قوس آرواره‌ای). باله‌های جفتی از اندام‌های حرکتی مهره‌داران خشکی‌زی پیشی گرفته‌اند. کیسه شنا از مثانه شناوری ماهی‌های اولیه تکامل یافته است. در برخی ماهی‌ها مانند تتراپودومورفها، ویژگی‌های پیش‌نیاز زندگی خشکی‌زی دیده می‌شود.
جدول مقایسه‌ای تکامل استخوان‌بندی
| ویژگی تکاملی        | پستانداران                    | پرندگان                    | خزندگان                      | دوزیستان                  | ماهی‌ها                    |
| ------------------- | ----------------------------- | -------------------------- | ---------------------------- | ------------------------- | ------------------------- |
| خاستگاه تکاملی      | تیراپسیدهای اولیه             | دایناسورهای تروپود         | دوزیستان اولیه               | ماهی‌های گوشتی‌باله         | ماهی‌های بدون آرواره اولیه |
| تغییرات کلیدی جمجمه | فک تک‌استخوانی، کاهش استخوان‌ها | از دست دادن دندان، منقار   | مفصل متحرک فک                | سوراخ‌های گیجگاهی          | توسعه آرواره از قوس آبششی |
| تکامل ستون مهره‌ها   | تقسیم به ۵ ناحیه عملکردی      | جوش‌خوردگی مهره‌های سینه‌ای   | افزایش مهره‌های دمی           | کاهش تعداد مهره‌ها         | مهره‌های مشابه و متعدد     |
| سازگاری‌های اندام‌ها  | حفظ الگوی پنج انگشتی          | تبدیل به بال، کاهش انگشتان | کاهش یا از دست دادن اندام‌ها  | توسعه اندام‌های پنج انگشتی | باله‌های جفتی              |
| ویژگی منحصر به فرد  | سه استخوان گوش میانی          | استخوان‌های هوادار          | دنده‌های جوش‌خورده در لاک‌پشت‌ها | استخوان لگن پرنده‌ای       | کیسه شنا                  |